# دانشکده علوم پزشکی غرب هرمزگان
دانشگاه علوم پزشکی غرب هرمزگان یک دانشگاه دولتی در شهر بندرلنگه در غرب استان هرمزگان است.
به استناد رای صادره در دویست و نود و دومین جلسه شورای گسترش دانشگاه‌های علوم پزشکی دانشگاه‌های علوم پزشکی در ۲۶ اردیبهشت ۱۴۰۳ با ارتقاء دانشکده‌های علوم پزشکی شرق و غرب استان به دانشکده‌های علوم پزشکی و خدمات بهداشتی و درمانی شرق و غرب هرمزگان موافقت شد